# Acta Radiologica
Acta Radiologica är en medicinsk vetenskaplig tidskrift inriktad på radiologi utgiven av RSM Press och Nordisk förening för medicinsk radiologi i samarbete med föreningarna för medicinsk radiologi i Sverige, Danmark, Finland, Norge och Island.

## Innehåll
Tidskriften publicerar vetenskapliga originalartiklar rörande diagnostisk och interventionell medicinsk radiologi och klinisk radiologi och fysiologisk eller fysisk forskning med anknytning till avbildande medicinska tekniker som ultraljud, röntgen, nuklearmedicin och MRI. Förutom vetenskapliga artiklar publicerar Acta Radiologica i viss mån fallbeskrivningar, recensioner av facklitteratur och information rörande internationella konferenser.

## Historia
Tidskriften grundades 1921 av den svenske radiologen Gösta Forssell. Tidskriften publicerades först på tyska men är idag engelskspråkig. Genom åren har flera artiklar av internationell genomslagskraft publicerats i tidskriften, som Sven Ivar Seldingers artikel Catheter replacement of the Needle in Percutaneous Arteriography från 1953, en av den radiologiska litteraturens mest citerade och refererade artiklar. 1955 publicerade Acta Radiologica Erik Odenblads och Gunnar Lindströms artikel A report on the use of magnetic resonce in biological samples, möjligen den första artikeln om det fenomen som utgör den teoretiska grunden för dagens magnetkameror. Att sådana artiklar publicerades just i Acta Radiologica kan ses som ett uttryck för den starka ställning nordisk radiologisk forskning då hade internationellt. Tidskriften gick i början av 2000-talet över från fem till tio nummer i året. Antalet artiklar av radiologer utanför norden har ökat påtagligt sedan dess, framför allt har många artiklar från Sydkorea och Japan publicerats i tidskriften på senare år.

## Allmänt
Tidskriften utkommer tio gånger per år. Chefredaktör (2008) är professor Arnulf Skjennald, Norge. Redaktionen utgörs av nordiska radiologer verksamma i norden eller utanför denna. Artiklar granskas av en internationell grupp radiologer. Artiklar publicerade i tidskriften är sökbara i internationella medicinska databaser som MEDLINE m.fl. Tidskriftens impact factor 2014 var 1,603 enligt Thomson ISI.

## Betydelsefulla artiklar
- Laurell, Hugo: Freie gas in der bauhöle (1925)
- Rusthöi, Peter: Über angiographie (1933)
- Radner Stig: An attempt att the Roentgenologic Visualisation of Coronary Blood Vessels in Man (1945)
- Seldinger, Sven Ivar: Catheter replacement of the Needle in Percutaneous Arteriography (1953)
- Lindström, Gunnar och Odenblad, Erik: A report on the use of magnetic resonce in biological samples (1955)